# HD 52265
HD 52265 è una stella nana gialla nella sequenza principale di magnitudine 6,3 situata nella costellazione dell'Unicorno. Dista 92 anni luce dal sistema solare e nel 2000 è stato scoperto un pianeta extrasolare orbitante attorno ad essa.

## Osservazione
Si tratta di una stella situata nell'emisfero celeste australe, ma molto in prossimità dell'equatore celeste; ciò comporta che possa essere osservata da tutte le regioni abitate della Terra senza alcuna difficoltà e che sia invisibile soltanto molto oltre il circolo polare artico. Nell'emisfero sud invece appare circumpolare solo nelle aree più interne del continente antartico. Essendo di magnitudine pari a 6,3, non è osservabile ad occhio nudo; per poterla scorgere è sufficiente comunque anche un binocolo di piccole dimensioni, a patto di avere a disposizione un cielo buio.
Il periodo migliore per la sua osservazione nel cielo serale ricade nei mesi compresi fra dicembre e maggio; da entrambi gli emisferi il periodo di visibilità rimane indicativamente lo stesso, grazie alla posizione della stella non lontana dall'equatore celeste.

## Caratteristiche fisiche
La stella è una nana gialla di sequenza principale di tipo spettrale G0V, poco più massiccia del Sole. Possiede una magnitudine assoluta di 4,06 e la sua velocità radiale positiva indica che la stella si sta allontanando dal sistema solare.

## Pianeta
Nel 2000 fu annunciata la scoperta di un pianeta extrasolare con massa minima 1,09 volte quella di Giove, che orbita attorno alla stella in 120 giorni alla distanza di 0,5 UA. Una ricerca successiva ha stimato una massa del pianeta in 1,85 MJ, e un'altra, del 2019 in 1,21 MJ.
| Pianeta | Tipo            | Massa   | Periodo orb.  | Sem. maggiore | Eccentricità | Scoperta |
| ------- | --------------- | ------- | ------------- | ------------- | ------------ | -------- |
| b       | Gigante gassoso | 1,21 MJ | 119,27 giorni | 0,52 UA       | 0,27         | 2000     |